# Sztáray család

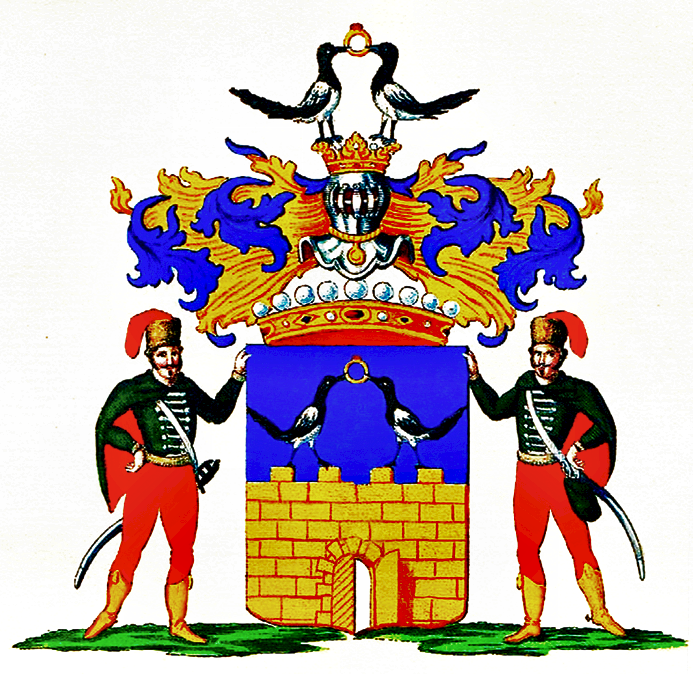
A nagymihályi Sztárai család címere

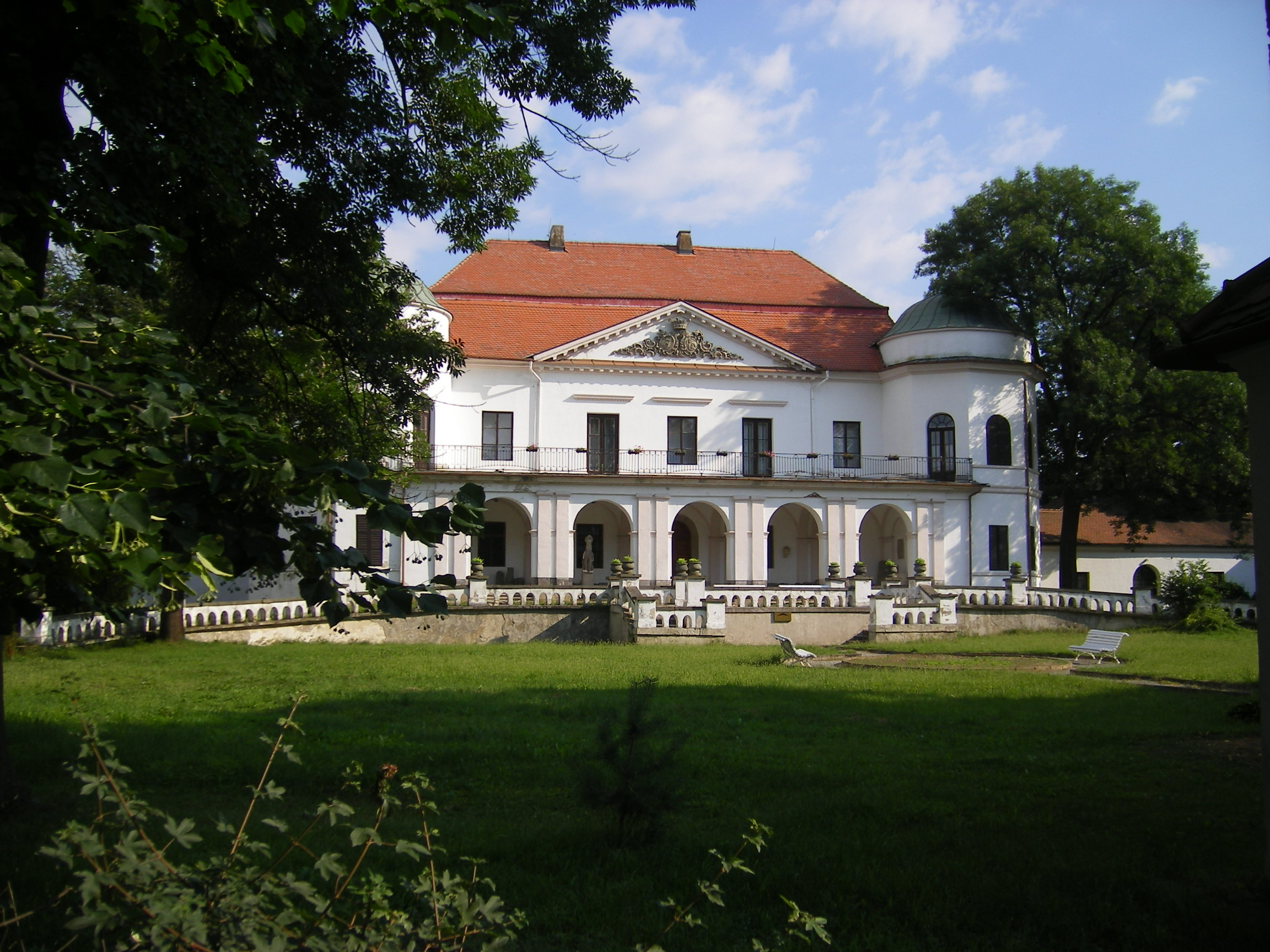
A nagymihályi sztáray kastély

A Sztáray család (nagymihályi és sztárai gróf) ősrégi magyar család, mely eredetét a Kaplon nemzetségből veszi.

## Története
A család első kimutatható őse a 13. század eleje körül, IV. Béla magyar király korában (1249) élt Jákó volt. Jákó neje Szoboszlai Kata volt, kitől két fia ismert: I. András mester, Ungi főispán (1273-1279) és II. Jákó Zempléni főispán és pohárnokmester (1273-1279).
A Sztáray család 1249 körül kapta Nagymihályi birtokát, Sztárát pedig 1273-ban kapta. Régi címerük használatát Zsigmond király 1418 március 29-én erősítette meg.
A Sztáray család máig virágzó ága András fiától IV. Lőrinctől származik. A családból a bárói rangot 1725. június 23-án, a grófi rangot pedig 1747. április 6-án Imre nyerte.

## A család jelentősebb tagjai
- Sztáray Mihály gróf (1749-1798) – az általa írt mű címe: Új Sans-Soucinak avagy gond nélkül való helynek rövid leirása (nyomt. hely és év nélkül). Eredetileg francia nyelven írta, mely azután német és magyar fordításban is megjelent.
- Sztáray Albert gróf (1785-1843) –  Követ volt az 1825., 1836. és 1840. évi országgyűléseken. Politikai pártállásra nézve a konzervativ párthoz tartozott és e párt elveit a Világ című politikai lapban Nagymihályi levelek című cikksorozatban ismertette. Jelentősebb Szózatát a Hirnök melléklapján, a Századunk-ban a házi adónak a nemesség által birtokarányban való viselése mellett tett közzé. E szózat szerint az örök igazság követeli a nemesek adózását, a házi adó csak nemesi birtokra vethető ki, az adókivetésben a legtöbb adót fizetők bírhatnak döntő szóval... E szózat indította Kossuthot, hogy lapjában a Pesti Hírlapban minden oldalról megvilágítsa e kérdést. Később Sz. teljesen visszavonulva élt a közélettől. Fia Antal volt.
- Sztáray Antal gróf Albert fia. Pesten született, 1839. április 8-án, meghalt Nagymihályon 1893. augusztus 29-én, főrendiházi tag.

A közéletben korán kezdett szerepelni, részt vett az 1860-as évek országgyűlési mozgalmaiban és szorgalmas tagja volt a főrendiháznak, ahol a nemzeti párt elveit hangoztatta. Nevéhez fűződik a család nagy becsű oklevéltárának kiadása, melyből az ő költségén 2 kötet jelent meg: A nagymihályi és sztárai gróf Sztáray-család oklevéltára (1-2. kötet 1457-ig, Budapest 1887-1889), melyet Nagy Gyula történettudós szerkesztett.
- Sztáray Júlia – Sztáray Antal gróf (1839-1893) testvére, Apponyi Albert gróf anyja.
- Sztáray Antal gróf, táborszernagy, Kassán született 1740-ben, meghalt Grazban, 1808. január 23-án, Imre gróf fia. 1759-ben lépett hadi szolgálatba és a hétéves háborúban vitéz magatartásáért századossá nevezték ki. A bajor örökösödési háborúban már egy gránátos zászlóalj parancsnoka volt és 1779-ben oly hősiesen védte Hermesdorfot, hogy ezredessé lépett elő. A török háborúban Szabács alatt tüntette ki magát; 1780-ban tábornokká lett és Belgrád ostrománál oly hősiesen harcolt, hogy a Mária-Terézia-rend lovagkeresztjét nyerte. Később Németalföldön harcolt, altábornaggyá lépett elő. 1794. május 11-én súlyosan megsebesült. A francia háborúban is kitűnt, Jourdan francia tábornok visszaverése után 1796-ban a Mária-Terézia-rend parancsnoki keresztjét nyerte. 1797-ben, mikor a franciák Kehlnél átkeltek, súlyos sebet kapott. 1800-ban táborszernaggyá lépett elő, 1806-ban vonult nyugalomba.
- Sztáray Gábor gróf, országgyűlési képviselő, született Tarnán (Ung) 1866. március 12-én. A gimnáziumot Kalksburgban és Eperjesen, a jogot Pozsonyban és Budapesten végezte. Eleinte szolgabíró volt Nagy-Bereznán, majd Ungváron. 1896-ban az ungvári kerület országgyűlési képviselőjévé választotta.
- Sztáray István gróf, volt országgyűlési képviselő, született 1858. február -én, meghalt Nagy-Mihályon 1896. július 12-én. A diplomáciai pályára lépett és szófiai alkonzul volt, utóbb, 1891-ben az ungvármegyei nagybereznai kerület képviselője lett. Tragikus halállal halt meg; éj idején máig is ismeretlen tettes hálószobája ablakán át agyonlőtte.
- Sztáray Nepomuk János gróf, főrendiházi tag, született 1840. március 4-én, meghalt 1900. május 4-én.[1] Nagy sportkedvelő volt, mint versenyistálló-tulajdonos és a jockey-klub igazgatósági tagja élénk tevékenységet fejt ki a budapesti lóversenyeken.
- Sztáray Irma grófnő (született: 1863. július 10-én, meghalt: 1940. szeptember 3-án) – Erzsébet királyné udvarhölgye.
- Sztáray Péter András (született: 1967. április 20.-án Budapesten - ) 2018. június 23-óta Biztonságpolitikáért felelős államtitkár, a Külgazdasági és Külügyminisztériumnál. 1993-ban szerzett jogi diplomát az ELTE Állam- és Jogtudományi Karán. 1993 és 1994 között a Bécsi Diplomáciai Akadémián folytatott tanulmányokat. Nős, három gyermek édesapja.[2]